# Širin Abu Akle
Širin Abu Akle (arabsko شيرين أبو عاقلة, latinizirano: Šīrīn Abū ʿĀqle), palestinsko-ameriška novinarka, * 3. april 1971, Jeruzalem, † 11. maj 2022, Dženin.
Znana je postala po dolgoletnem poročanju z območij arabsko-izraelskega konflikta. Bila je ena najbolj znanih medijskih osebnosti v arabskem svetu. 11. maja 2022 jo je ubil izraelski strel v glavo, medtem ko je poročala iz begunskega taborišča Dženin na Zahodnem bregu o raciji izraelske vojske.

## Življenje
Širin Abu Akle se je rodila v Jeruzalemu v palestinski krščanski (melkitski katoliški) družini iz Betlehema. Del mladosti je preživela v ZDA in pridobila ameriško državljanstvo prek članov materine družine, ki so živeli v New Jerseyju. Srednjo šolo je obiskovala v vzhodnojeruzalemski soseski Bejt Hanina, nakar je v Jordaniji vpisala študij arhitekture, s katerega se je prepisala na novinarstvo. Po diplomi se je vrnila v Palestino.
Bila je novinarka za radia Monte Carlo Doualiya in Glas Palestine, ob tem pa delala za Agencijo Združenih narodov za pomoč in zaposlovanje palestinskih beguncev na Bližnjem vzhodu (UNRWA), amansko satelitsko televizijo in Palestinsko iniciativo za globalni dialog in demokracijo (MIFTAH). Leta 1997 je pričela z delom za Al Džaziro kot ena njihovih prvih poročevalk s terena. Živela je v Vzhodnem Jeruzalemu in poročala o dogajanju, povezanim s Palestino, vključno z drugo intifado, spopadi v Dženinu leta 2002 in izraelskih vojaških operacijah v Gazi, poleg tega pa tudi o izraelski politiki. Pogosto se je javljala s pogrebov Palestincev, ki jih je ubila izraelska vojska.
Leta 2005 je bila prva arabska novinarka, ki so ji dovolili vstop v izraelski zapor Šikma, kjer je intervjuvala palestinske zapornike. Julija 2021 je bila prva novinarka Al Džazire, ki se je v živo javila iz Kaira, potem ko se je po izboljšanju egiptovsko-katarskih odnosov ta medijska hiša smela vrniti v Egipt. Pri Al Džaziri je ostala do svoje smrti leta 2022. Pred smrtjo se je v želji po boljšem razumevanju narativa izraelskih medijev učila hebrejsko, diplomirala pa je še iz digitalnih medijev.
Abu Aklejeva je bila vzor številnim Palestinkam in Arabkam ter jih navdihnila, da postanejo novinarke; po smrti sta jo New York Times in NPR opisala kot ime, znano vsakemu Palestincu, Times of Israel jo je označil za »novinarsko veteranko /.../ med najvidnejšimi osebnostmi arabskih medijev«, BBC pa je pisal, da so jo poznali in občudovali tako gledalci kot stanovski kolegi.

## Uboj
11. maja 2022 zjutraj je bila Širin Abu Akle navzoča ob raciji, ki so jo izvajale Izraelske obrambne sile v begunskem taborišču Dženin proti »osumljenim teroristom«, ko je bila ustreljena v glavo. Odpeljali so jo v bolnišnico Ibn Sina, kjer so ugotovili njeno smrt. Poleg nje je bil v hrbet ustreljen novinar časopisa Al-Kuds Ali Samodi, ki pa je preživel. Ob ustrelitvi sta Abu Aklejeva in Samodi nosila modra jopiča z oznako »PRESS«.
Tretja prisotna novinarka, Šata Hanajša, je izjavila, da so bili novinarji oddaljeni od spopadov in da so nanje streljali izraelski ostrostrelci, ki niso prenehali streljati niti potem, ko je Abu Aklejeva padla. Avtopsija na univerzi v Nablusu ni dala podatkov o strelcu; ugotovila je, da je Abu Aklejevo ubil protioklepen naboj, ki jo je zadel v zadnji del glave, predrl čelo in se odbil od čelade, s čimer je zlomil lobanjo in poškodoval možgane.
13. maja je v Jeruzalemu potekal pogreb, ki se ga je udeležilo več tisoč ljudi. Nad udeleženci pogrebne procesije, ki so nosili novinarkino krsto iz bolnišnice svetega Jožefa proti stolnici Marijinega oznanjenja in pri tem vzklikali palestinska gesla, je izraelska policija uporabila palice, šok granate in gumijaste naboje.
Mednarodna skupnost se je na ustrelitev Abu Aklejeve in na policijsko nasilje med pogrebom odzvala z ogorčenjem ter pozvala k temeljiti in neodvisni preiskavi. V več mestih po svetu so v znak solidarnosti organizirali proteste. Nevladna organizacija Komite za zaščito novinarjev je ob obletnici smrti v poročilu, ki je dokumentiralo dvajset primerov ubojev od leta 2001, opozorila na »smrtonosen vzorec« nekaznovanega ubijanja novinarjev s strani izraelske vojske.
Palestinska oblast je za dogodek okrivila Izrael, izraelska vojska pa je v prvem odzivu izjavila, da so novinarko z veliko verjetnostjo nenamerno zadeli palestinski uporniki. Očividci so temu oporekali s trditvami, da v trenutkih pred ustrelitvijo ni bilo izmenjave ognja. Izrael je napovedal preiskavo dogodka, v kateri je Palestinska uprava zavrnila sodelovanje in k vključitvi pozivala mednarodno skupnost, na primer ZDA. Lastne preiskave in rekonstrukcije dogodka je začelo tudi več neodvisnih skupin, med njimi Associated Press, CNN, Washington Post in New York Times. 26. maja je Palestina zaključila svojo preiskavo in ugotovitve posredovala ameriški administraciji. Preiskava je navajala, da so se novinarji nahajali na odprtem prostoru slabih 200 metrov od izraelskih vojakov, da je bilo streljanje sporadično in usmerjeno in da je novinarko vojska namerno ustrelila; Izrael je preiskavo zavrnil kot neveljavno. Izsledke o izraelskem izvoru streljanja so podprle tudi preiskave CNN-a, Washington Posta, New York Timesa in urada visokega komisarja ZN za človekove pravice. Septembra so Izraelske obrambne sile objavile svoje zaključke, da obstaja »velika verjetnost«, da je novinarko »ponesreči zadela« izraelska vojska, da pa ne bodo odprli kriminalne preiskave.
26. oktobra 2023, tri tedne po izbruhu vojne med Izraelom in Hamasom, je izraelska vojska z zemljo zravnala spomenik Abu Aklejevi, postavljen na mestu njene smrti.